# Гарбатка (Великопольське воєводство)
Гарбатка (пол. Garbatka) — село в Польщі, у гміні Рогозьно Оборницького повіту Великопольського воєводства.
Населення — 285 осіб (2011).
У 1975-1998 роках село належало до Пільського воєводства.

## Демографія
Демографічна структура станом на 31 березня 2011 року:
|          | Загалом | Допрацездатний вік | Працездатний вік | Постпрацездатний вік |
| -------- | ------- | ------------------ | ---------------- | -------------------- |
| Чоловіки | 140     | 31                 | 99               | 10                   |
| Жінки    | 145     | 38                 | 79               | 28                   |
| Разом    | 285     | 69                 | 178              | 38                   |